# Umowa Sykes-Picot

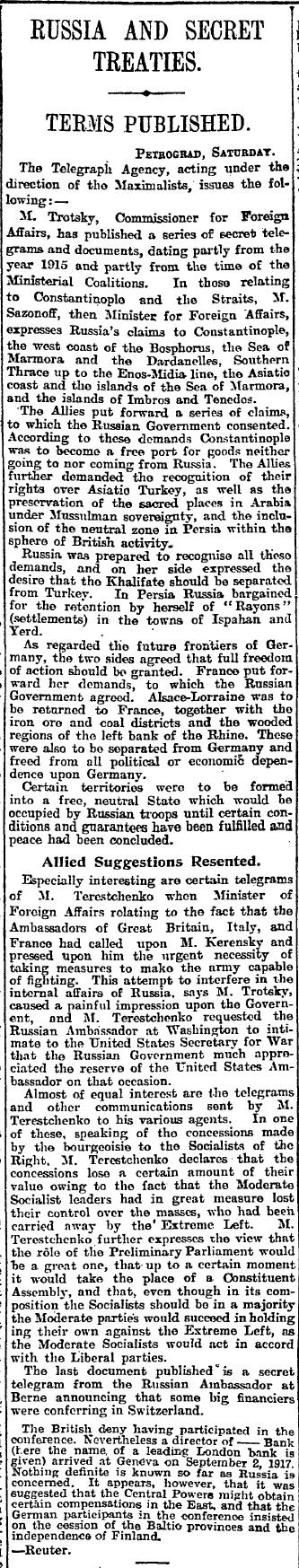
Treść uzgodnień opublikowana w Manchester Guardian 26.XI.1917, po ujawnieniu ich przez Lwa Trockiego, komisarza ludowego spraw zagranicznych Rosji Sowieckiej

Umowa Sykes-Picot – tajne porozumienie pomiędzy rządami Wielkiej Brytanii i Francji z 16 maja 1916 roku odnoszące się do podziału Bliskiego Wschodu na strefy wpływów po zakończeniu I wojny światowej. Jego nazwa wywodzi się od dwóch negocjatorów i sygnatariuszy tego paktu − Marka Sykesa, reprezentującego Wielką Brytanię, i François Georges-Picota, reprezentanta Francji.
Układ Sykes-Picot, w swoich założeniach, dzieli Bliski Wschód na pięć stref:
- strefę administrowaną bezpośrednio przez Francję, utworzoną przez Liban, rejon Adany (Cylicję) i wybrzeże syryjsko-libańskie.
- strefę zależną bezpośrednio od Wielkiej Brytanii, utworzoną przez Dolną Mezopotamię.
- strefę A, złożoną z dzisiejszej Syrii i rejonu Mosulu, w której uznaje się suwerenność arabską, ale która znajdowałaby się pod protekcją Francji.
- strefę B, rozciągającą się od granicy z Egiptem aż po Irak, również obiecaną niezależnemu państwu arabskiemu lub konfederacji państw arabskich, ale będącą pod protekcją Wielkiej Brytanii.
- strefę złożoną z terytorium palestyńskiego od Morza Śródziemnego aż po Jordanię, która znajdowałaby się pod kontrolą międzynarodową, z wyjątkiem portów w Hajfie i Akce, przeznaczonych dla Wielkiej Brytanii.

Granice Bliskiego Wschodu, zarysowane w taki sposób przez Brytyjczyków i Francuzów, nie tylko zredukowały obietnice złożone szarifowi Husajnowi, ale również wyłączyły Palestynę spod jakiejkolwiek kontroli arabskiej.

## Mapy

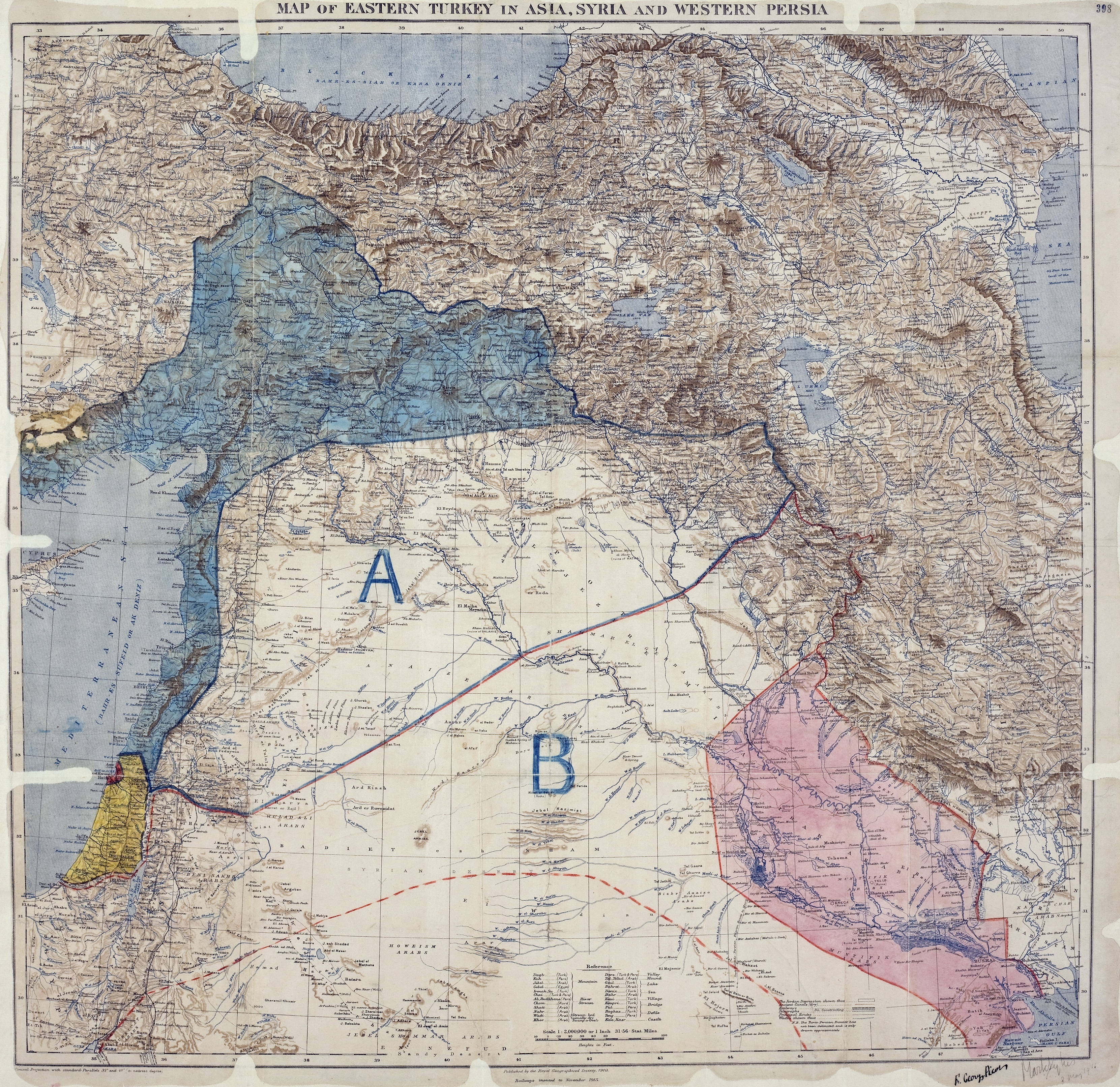
Oryginalna mapa umowy Sykes-Picot 1916
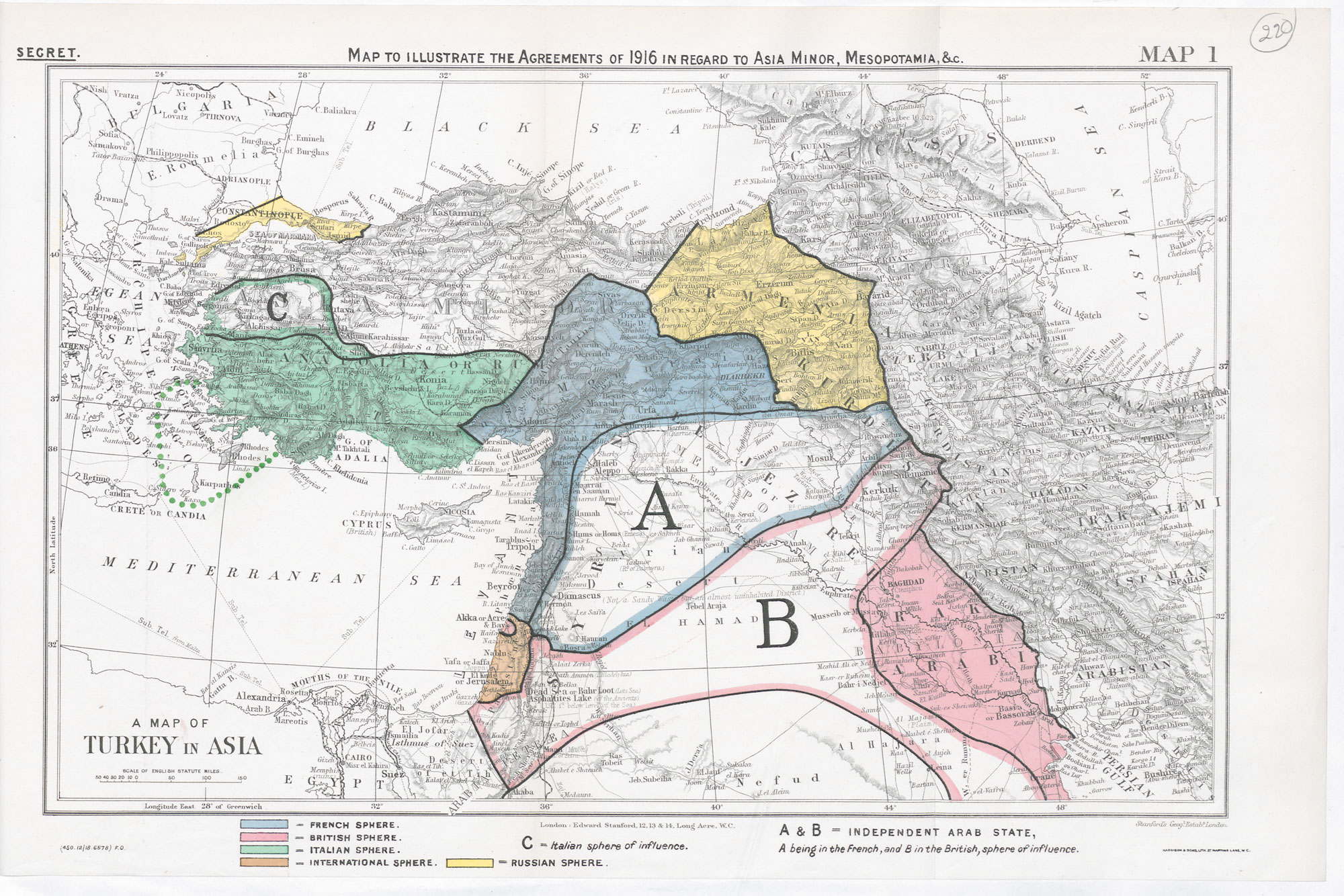
Plan rozbioru Imperium Osmańskiego pomiędzy państwa Ententy 1916 - Umowa Sykes-Picot